# Šet
Šet (hebrejski שֵׁת, arapski شيث) ili Set je lik iz Biblije, treći sin Adama i Eve. Njegovo ime, kako se u Bibliji objašnjava, znači "postavljen". 

## UBibliji
Šet je spomenut u Knjizi Postanka (4, 25-26 i 5, 3). Nakon što je Kajin ubio svog brata Abela, Eva je Adamu rodila još jedno dijete, Šeta, kojeg je smatrala nadomjeskom zbog Abelove smrti - "Reče ona: 'Bog mi dade drugo dijete mjesto Abela, koga ubi Kajin.'" Šetu se rodi sin,komu on nadjenu ime Enoš. Tada se počelo zazivati ime Jahvino.
"Kad je Šetu bilo sto i pet godina, rodi mu se sin Enoš." Nakon rođenja svog sina, Šet je živio još "osam stotina i sedam godina", a rodilo mu se još sinova i kćeri. Šet je umro kad mu je bilo 912 godina.
Šetov je unuk bio Kenan, Enošev sin.

## U gnosticizmu
U gnosticizmu je Šet spomenut kao zamjena za Abela. Šet je od Adama primio tajna učenja koja su poslije zvana kabala.

## U islamu
Kao i mnogi drugi likovi iz Biblije, u islamu je Šet jedan od proroka, premda nije spomenut u Kuranu. Zvan je Šit.

## UKnjizi Jubileja
Prema Knjizi Jubileja, Šet je oženio svoju sestru Azuru. 

## U kršćanstvu
Armenska apostolska Crkva slavi Šeta uz Adama i Abela 26. srpnja.